# 田中直乃
田中 直乃（たなか なおの、1989年7月11日 - ）は、埼玉県出身のタレントである。身長164cm。血液型はA型。有限会社 Xi所属。
2005年に行われたAKB48 オープニングメンバーオーディション1次審査通過者。
2007年7月、芸能人女子フットサルチーム「TEAM SPAZIO」に入団したが、現在は退団している。